# Youth (мини-альбом)
Youth (с англ. — «Молодость») — второй мини-альбом южнокорейского певца, более известного, как участника хип-хоп бой-бэнда Monsta X Гихёна. Вышел 24 октября 2022 года на лейбле Starship Entertainment.
Заглавной песней стала «Youth», клип на которую вышел 24 октября, в один день с выходом альбома. В первые сутки после выхода альбом занял первое место в чарте iTunes в 8 странах мира, а также третье месте в корейском чарте Circle.
Альбом состоит из 5 композиций, все треки которого преимущественно содержат рок-звучание. Гихён принимал участие в создании альбома контролируя то, какие треки должны быть включены в альбом и как они должны звучать. Альбом преимущественно записан на корейском языке.

## Выпуск и продвижение
14 сентября корейское сми сообщило о том, что Гихён выпустит свой второй релиз в октябре, спустя 7 месяцев после выпуска сингл-альбома «Voyager». В этот же день Starship Entertainment подтвердили выход релиза изданию. 30 сентября на лейбле уточнили точную дату выхода альбома, 24 октября 2022 года. 3 октября в официальных социальных сетях Monsta X и Гихёна были опубликованы три фото-тизера к альбому. На следующий день, было опубликовано расписание к альбому, согласно которому 5 октября был выпущен фильм к альбому, под названием «Dear Youth», 7 октября список песен к альбому, 8 октября ещё один фильм, с 9 по 11 октября выходили концепт-фото версии «Youth», 12 октября третий фильм к альбому, с 13 по 14 октября концепт-фото «The 2nd Journey», 15 октября последний мини-фильм, 16-18 октября были опубликованы концепт-фото «Goodbye Youth». Далее, 19 и 23 октября вышел тизер к будущему музыкальному клипу «Youth», а 21 октября превью к альбому. В день релиза была опубликована экранизация в виде клипа на песню «Youth».
В день выхода релиза, певец провёл шоу-кейс на платформе Naver Now. Далее, началось продвижение по корейским музыкальным шоу, но он не одержал победу ни на одном из них. Также, в рамках продвижения альбома, Гихён дал интервью нескольким англоязычным сми, в котором он рассказывал о процессе создания и концепции альбома.

### Варианты издания
Альбом был выпущен в цифровой дистрибуции 24 октября. Для физических версий существует три различных концепта: «Youth»,"The 2nd Journey" и «Goodbye Youth». В печати существует семь версий физических версий в виде CD, три стандартных версии альбома (включая много страничную фотокнигу), три сидибокса (или Jewel box) и одна KiT-версия.

## Содержание
«Молодость — это общая концепция и послание, которое я хотел передать в этом альбоме. Молодость может быть временем, когда люди чувствуют, что они постоянно движутся вперед, не имея конкретной цели и не имея возможности оглянуться назад. Это также может быть период, полный неопределенности. С помощью этого альбома я хотел дать утешение людям, которые сейчас так себя чувствуют.»
В интервью Billboard Гихён поделился тем, что хотел показать концепцию «молодости» в альбоме. Однако, самой молодости в альбоме посвящена всего одна песня, а в остальных четырёх поётся о любви. Несмотря на то, что солист принял участие в написании лишь одной песни, он полностью контролировал процесс создания и написания песен и то, какие треки должны быть включены в альбом. Ранее певец заявлял, что хочет добавить в альбом джазовое звучание, но при написании альбома, оно осталось роком. Заглавная поп-рок песня «Youth» была написана корейским продюсером Ким Иной, в ней повествуется о «радостях молодости». В написании второго трека «Bad Liar» принял участие ещё один участник Monsta X Хёнвон. В ней присутствует звучание рок-н-ролла и поётся о возможности существования лжи и любви одновременно. «Stardust» является «динамичной» композицией. В написании четвёртой композиции «Where Is This Love» тоже принял участие Хёнвон. Она спета полностью на английском языке, как говорит певец, он специально пел «нечетко» и «невнятно произносил» английские слова, чтобы передать «слабую, бессильную атмосферу». «Cause of You» единственная песня в альбоме, в написании которой принял сам исполнитель. Изначально, она была добавлена для жанрового разнообразия альбома, но по сравнению с другими песнями из альбома, она является более акустической и спокойной. В композиции поётся о расставании, а сам текст наполнен «сладкими и освежающими чувствами».

## Приём

### Коммерческий успех
Альбом получил бронзовую табличку от Hanteo Chart за достижение отметки в 114,950 проданных копий в первую неделю продаж. Youth также попал на третье место в Circle Chart в рейтенге «Album Chart» с тиражом 150,877 проданных копий. Он также дебютировал на 7 месте в чарте этой же компании «National Physical Albums Ranking». Альбом также имел успех в чартах ITunes. Он дебютировал на 4 и 13 месте в мировом и европейском чарте соответственно. Кроме этого, Youth дебютировал на третьем месте в категории «Лучшие альбомы» iTunes в разных странах, включая Чили, Эстонию, Бразилию, Филиппины, Сингапур, Тайвань, Вьетнам, Таиланд.

### Реакция критиков
Лай Фрэнсис из Uproxx добавила альбом в список: «Лучшие k-pop альбомы 2022 года». Она написала, что мини-альбом «не принес ничего, кроме ностальгии», и описала заглавный трек как «хорошую поп-рок песню, которая приглашает слушателей совершить путешествие по переулку памяти и вспомнить величайшие времена нашей жизни — молодость». Следующие четыре трека она интерпретировала, как «моменты нашей юности, в которой мы испытываем такие чувства, как гнев, разбитое сердце, потеря и любовь». Она подытожила релиз, описав его, как «вневременной шедевр, который стоит запомнить».

## Список композиций
| №                   | Название             | Текст песни                          | Музыка                                                     | Аранжировка                              | Длительность |
| ------------------- | -------------------- | ------------------------------------ | ---------------------------------------------------------- | ---------------------------------------- | ------------ |
| 1.                  | «Youth»              | Ким Ина                              | Karl Morgan Ryan S. Jhun                                   | Karl Morgan Ryan S. Jhun AVIN SLAY CHASE | 2:42         |
| 2.                  | «Bad Liar»           | Хёнвон Justin Oh Jantine Annika Heij | Хёнвон Justin Oh Jantine Annika Heij                       | Хёнвон Justin Oh                         | 3:29         |
| 3.                  | «Stardust»           | Jang Da-in (PNP)                     | Gusten Dahlqvist Christian Fast Noak Hellsing Hautboi Rich | Gusten Dahlqvist                         | 3:46         |
| 4.                  | «Where Is This Love» | Хёнвон Justin Oh Jantine Annika Heij | Хёнвон Justin Oh Jantine Annika Heij                       | Хёнвон Justin Oh                         | 3:25         |
| 5.                  | «Cause of You»       | Гихён Brother Su                     | Brother Su                                                 | Brother Su                               | 3:40         |
| Общая длительность: | Общая длительность:  | Общая длительность:                  | Общая длительность:                                        | Общая длительность:                      | 17:02        |